# ナイ・テト・クエ・エム
ナイ・テト・クエ・エム（ベトナム語: Ngày Tết quê em、日本語訳：私の故郷のテト）は、1994年にベトナムのミュージシャン・トゥー・フイにより作曲された楽曲で、旧正月（テト）の有名な楽曲の一つ。

## 概要
作曲者のトゥー・フイは元々7人バンドの「Friends」として活動しており、バンドとしてフォンナムスタジオの新年祝賀会に出演する際にこの曲を作曲した。
1994年のクリスマス後にリリースし、後にベトナムの旧正月（テト）の定番曲の1つとなり、現在では様々なベトナムの歌手にカバーされている。歌詞冒頭のTết, Tết, Tết, Tết đến rồi」（日本語訳：テト、テト、テト、テトはここにいる）は、旧正月（テト）の日に鳴らされる爆竹のパチパチという音からインスピレーションを得たと言われている。